# بیلی بریک
ویلیام نیکلاس بریک (انگلیسی: William Nicholas Bryk؛ زادهٔ ۳۱ اکتبر ۱۹۹۹) مشهور به بیلی بریک بازیگر و فیلمساز اهل کانادا است.
که بیشتر به خاطر کارگردانی مشترکش با فین ولفهارد در فیلم یک تابستان جهنمی محصول ۲۰۲۳ شناخته می‌شود.
از فیلم‌ها یا برنامه‌های تلویزیونی که وی در آن نقش داشته است می‌توان به شکارچیان روح: افترلایف و شنبه شب اشاره کرد.

## زندگینامه و حرفه
او پسر گرگ بریک بازیگر کانادایی است. وی در فیلم‌های «شیفت‌های شب»، شکارچیان روح: افترلایف و وقتی که نجات جهان را تمام کردی ایفای نقش کرده است و نقش تکراری به عنوان بیلی کلانتون در فصل چهارم مجموعه تلویزیونی وینونا ارپ را بر عهده داشته است. برادر بزرگتر او دمپسی بریک نیز بازیگر است.
بریک و فین ولفهارد اولین بار در بازار کنزینگتون تورنتو با هم آشنا شدند و گفتگوی کوتاهی درباره علاقه مشترکشان به سریال کمدی اینترنتی جیک و امیر داشتند. آنها از آن زمان در چندین مورد با هم همکاری داشته‌اند، از جمله «شیفت‌های شب»، «وقتی که نجات جهان را تمام کردی»، یک تابستان جهنمی
فیلم یک تابستان جهنمی برای اولین بار در جشنواره بین‌المللی فیلم تورنتو در سال ۲۰۲۳ به نمایش درآمد، و در آنجا به عنوان دومین نامزد جایزه انتخاب مردمی برای فیلم «جنون نیمه‌شب» انتخاب شد.

## فیلم‌شناسی
سینمایی
| سال  | عنوان                          | نقش        | یادداشت‌ها                           |
| ---- | ------------------------------ | ---------- | ----------------------------------- |
| ۲۰۲۰ | شیفت شب                        | بیلی       | فیلم کوتاه                          |
| ۲۰۲۱ | بحران                          | دیوید ریمن |                                     |
| ۲۰۲۱ | شکارچیان روح: افترلایف         | زهک        |                                     |
| ۲۰۲۱ | ل برای بازنده                  | استوی      | فیلم کوتاه                          |
| ۲۰۲۲ | وقتی که نجات جهان را تمام کردی | کایل       |                                     |
| ۲۰۲۳ | یک تابستان جهنمی               | بابی       | نویسنده، کارگردان و تهیه‌کننده مشترک |
| ۲۰۲۴ | شنبه شب                        | کارل       |                                     |
| ۲۰۲۴ | دوستی                          | تونی       |                                     |

تلویزیونی
| سال       | عنوان      | نقش          | یادداشت‌ها     |
| --------- | ---------- | ------------ | ------------- |
| ۲۰۱۹      | جت         | لاغر         | قسمت: «ققنوس» |
| ۲۰۲۰–۲۰۲۱ | وینونا ارپ | بیلی کلانتون | ۶ قسمت        |